# Хаяти, Ронела
Ронела Хаяти (алб. Ronela Hajati, род. 2 сентября 1989, Тирана, Албания), также известная как Ронела — албанская певица, автор песен и танцовщица. Родившаяся и выросшая в Тиране, она начала выступать на различных конкурсах пения и танцев ещё ребенком, прежде чем заняться музыкальной карьерой. Хаяти известна своей универсальностью в музыке, стиле и интерпретации. После победы на 60-м «Festivali i Këngës» в 2021 году, стала представительницей Албании на конкурсе песни «Евровидение-2022».

## Жизнь и карьера

### 1989—2020: Ранняя жизнь и становление
Ронела Хаяти родилась 2 сентября 1989 года в албанской семье в городе Тирана, входившем в то время в состав Народной Социалистической Республики, нынешней Албании. Ее мать родом из Корчи, а отец — Мараш Хаяти родом из Шкодера. Проявляя интерес к музыке с самого раннего возраста, Хаяти изучала балет и фортепиано в начальной школе. Она также участвовала в ряде албанских конкурсов по пению и танцам. Хаяти продолжила свою раннюю карьеру, участвуя в различных музыкальных мероприятиях, таких как Top Fest и Kënga Magjike. Она получила значительную известность на албанскоязычных Балканах после выпуска нашумевшего сингла «Mala Gata» в мае 2013 года. В конце 2013 года она приняла участие в 15-м выпуске Kënga Magjike с песней «Mos ma lsho» («Не оставляй меня»), которая принесла ей интернет-награду в гранд-финале. В декабре 2015 года Хаяти выпустила свой последующий сингл «A do si kjo» («Хотела бы это») и достигла 13-го места в Албании. Следующий сингл «Marre» («Мерри»), вошедший в чарты, последовал в июне 2016 года и также достиг 13-го места.
В период с 2017 по 2018 год Хаяти выпустил четыре последующих сингла, в том числе «Mos ik» («Не уходи»), «Sonte» («Сегодня вечером»), «Maje men» («Величественные мужчины»)и «Do ta luj» («Я сыграю в неё»), которые достигли коммерческого успеха и в целом вошли в топ-30 в Албании. В декабре 2018 года Хаяти успешно вернулась в Kënga Magjike, чтобы принять участие в 20-м выпуске конкурса с песней «Vuj», в которой она в итоге заняла четвёртое место. В марте 2019 года, после некоторого отсутствия, певица выпустила «Pa dashni» («Без любви») и заняла шестое место в Албании. Её успех в чартах последовал в июне 2019 года с синглом «Çohu» («Вставать») совместно с албанским рэпером Доном Феномом, дебютировавшим на седьмом месте в топ-100 страны. Сменив топ-10 сингла «Lage», Хаяти получила свой первый сингл номер один с последующим «MVP», выпущенным позже в том же году в сентябре 2019 года. В июле 2020 года албанский футбольный клуб KF Tirana обратился к Хаяти с просьбой спродюсировать и исполнить гимн клуба «Bardh' e blu» («Белый и синий») в рамках празднования его столетия.

### 2021 — настоящее время:RRONи Евровидение
Хаяти анонсировала свой дебютный студийный альбом RRON в марте 2021 года. Его ведущий сингл «Prologue» («Пролог») дебютировал в том же месяце под номером 19 в Топ-100 Албании и поднялся на второе место месяц спустя. Второй сингл, «Shumë i mirë» («Шум и мир»), который достиг 15-го места в конце 2021 года, был номинирован на награду на гала-концерте Netët e Klipit Shqiptar 2021 года в Улцине, Черногория. Сменивший «Shumë i mirë» третий сингл «Авентура», выпущенный в мае 2021 года, заняла третье место в её родной стране. В июне 2021 года Хаяти сотрудничала с косовско-албанским музыкантом Вигом Поппой над четвертым синглом альбома «Alo», который в том месяце вошел в топ-15 синглов. Выпущенный в октябре 2021 года, последующий альбом «Leje» («Разрешаю») в конечном итоге достиг 13-го места. Албанская телекомпания RTSH сообщила в ноябре 2021 года, что Хаяти была выбрана среди 20 участников для участия в 60-м выпуске Festivali i Këngës с песней «Sekret». В том же месяце к ней также обратились с просьбой выступить на знаменитом фестивале Nata e Bardhë в Тиране. Во время гранд-финала Festivali i Këngës в декабре 2021 года Хаяти была признана победителем конкурса и, таким образом, была объявлена представителем Албании на конкурсе песни «Евровидение-2022».

## Артистизм
Хаяти была известна своей разносторонностью в музыке, стиле и интерпретации. В первую очередь её характеризуют как поп-исполнительницу, хотя она экспериментирует с различными музыкальными жанрами, включая R&B и регги. Она назвала американского музыканта Майкла Джексона своим кумиром и одним из самых сильных музыкальных влияний на неё. Хаяти также является поклонницей пуэрто-риканского музыканта Рики Мартина и присутствовала на его концерте в Нью-Йорке в октябре 2021 года.

## Личная жизнь
Хаяти считается символом тела и уверенности в себе. Она также считается сдержанным человеком в плане личной жизни. В 2015 году у нее начались отношения с албанским музыкантом Янгом Зеркой, с которым она сотрудничала в многочисленных синглах и музыкальных клипах, прежде чем расстаться в 2018 году. По состоянию на декабрь 2021 года Хаяти проживает со своей матерью в Тиране.

## Дискография

### Альбомы
- RRON (TBA)

### Синглы

#### Как ведущий артист
| «Requiem» (с Оргесой Заими)                                                               | 2006 | н/д | Без альбома |
| «Me ty nuk shkoj»                                                                         | 2007 | н/д | Без альбома |
| «Shume Nice»                                                                              | 2009 | н/д | Без альбома |
| «Kam frikë te të dua»                                                                     | 2009 | н/д | Без альбома |
| «Harroje»                                                                                 | 2010 | н/д | Без альбома |
| «Neles» (с Visari Skillz)                                                                 | 2011 | н/д | Без альбома |
| «Nuk ka më kthim»                                                                         | 2012 | н/д | Без альбома |
| «Mala Gata»                                                                               | 2013 | н/д | Без альбома |
| «Mos ma lsho»                                                                             | 2013 | н/д | Без альбома |
| «Veç na» (с Agon Amiga)                                                                   | 2014 | н/д | Без альбома |
| «A do si kjo»                                                                             | 2015 | 13  | Без альбома |
| «Amini»                                                                                   | 2016 | —   | Без альбома |
| «Marre»                                                                                   | 2016 | 13  | Без альбома |
| «Syni i jemi» (с Young Zerka)                                                             | 2016 | —   | Без альбома |
| «Mos ik»                                                                                  | 2017 | 21  | Без альбома |
| «Ladies»                                                                                  | 2017 | —   | Без альбома |
| «Sonte» (с Lyrical Son)                                                                   | 2017 | 22  | Без альбома |
| «Diamanta» (с Young Zerka)                                                                | 2017 | —   | Без альбома |
| «Maje men»                                                                                | 2018 | 24  | Без альбома |
| «Do ta luj»                                                                               | 2018 | 18  | Без альбома |
| «Vuj»                                                                                     | 2018 | —   | Без альбома |
| «Pa dashni»                                                                               | 2019 | 6   | Без альбома |
| «Çohu» (featuring Don Phenom)                                                             | 2019 | 7   | Без альбома |
| «Lage»                                                                                    | 2019 | 6   | Без альбома |
| «MVP»                                                                                     | 2019 | 1   | Без альбома |
| «Genjeshtar je X Pare»                                                                    | 2020 | 16  | Без альбома |
| «Bardh e blu»                                                                             | 2020 | —   | Без альбома |
| «Prologue»                                                                                | 2021 | 2   | RRON        |
| «Shumë i mirë»                                                                            | 2021 | 15  | RRON        |
| «Aventura»                                                                                | 2021 | 3   | RRON        |
| «Alo» (с Вигом Поппой)                                                                    | 2021 | 14  | RRON        |
| «Leje» (с Клементом)                                                                      | 2021 | 13  | RRON        |
| «Sekret»                                                                                  | 2021 | —   | Без альбома |
| «—» обозначает запись, которая не попала в чарты или не была выпущена на этой территории. |      |     |             |

#### Как совместный артист
| Название                                 | Год  | Альбом            |
| ---------------------------------------- | ---- | ----------------- |
| «Ka je 2x» (Адриан Гаджа и Ронела Хаяти) | 2017 | Non-album singles |
| «Dilema» (Дон Феном и Ронела Хаяти)      | 2019 | Non-album singles |

### Автор песен
| Песня        | Год  | Артист            | Альбом      | Примечания |
| ------------ | ---- | ----------------- | ----------- | ---------- |
| «Anna»       | 2018 | Young Zerka       | Без альбома | [ 49 ]     |
| «Nuk ma nin» | 2018 | Young Zerka       | Без альбома | [ 50 ]     |
| «Maraz»      | 2019 | Анджела Перистери | Без альбома | [ 51 ]     |
| «Lujta»      | 2020 | Анджела Перистери | Без альбома | [ 52 ]     |
| «Oj dashni»  | 2021 | Ardit Çuni        | Без альбома | [ 53 ]     |